# 海绵树虫
海绵树虫（学名：Spongodendron macrodoras）为星球虫科海绵树虫属的动物。分布于地中海、阿尔及尔湾以及西沙群岛等。